# Meyerius litus
Meyerius litus är en spindeldjursart som först beskrevs av Edward A. Ueckermann och Loots 1984.  Meyerius litus ingår i släktet Meyerius och familjen Phytoseiidae. Inga underarter finns listade i Catalogue of Life.